# 夜明けをくちずさめたら
「夜明けをくちずさめたら」（よあけをくちずさめたら）は、上白石萌音の7作目の配信シングル。2020年5月11日発売。

## 概要
NHKの音楽番組『みんなのうた』で、2020年4月 - 5月に放送された。作詞・作曲：水野良樹。